# Blabera varians
Blabera varians es una especie de insecto blatodeo de la familia Blaberidae. Clasificada originalmente por Jean Guillaume Audinet Serville, su forma masculina resultó ser Blaberus discoidalis. Del mismo modo, la forma femenina también resultó ser otra congénere, Blaberus craniifer.